# 篠原一之
篠原 一之（しのはら かずゆき、1957年 - ）は、長崎大学大学院医歯薬学総合研究科神経機能学教授、医学博士、株式会社マザー&チャイルドの代表取締役。

## 人物・経歴
1984年に長崎大学医学部を卒業後、東海大学大学院医学博士課程（児童精神科）修了。北海道大学、横浜市立大学、オランダ・グローニンゲン大学、米国・バージニア大学などを経て、2002年より現職、長崎大学大学院医歯薬学総合研究科神経機能学教授、同医学部第二生理学講座。専門分野は脳生理学、小児精神医学。

ヒトフェロモン（pheromone）(＃1)の研究では、日本の第一人者。月経同期現象（生理が移ること）は、女性の脇の下から出るフェロモンが相手の女性ホルモン（hormone）の分泌を変えることによって、排卵のタイミングを変え、引き起こされることを証明。それにヒントを得て、ヒトから放出される匂い物質（フェロモン）ではなく（文献1,2,3）、植物に含まれる匂い物質（植物性香気成分）によって、女性ホルモン分泌を増すことを考え、成果を上げている。植物性香気物質としては、精油（様々な香気成分が含まれる）だけでなく（文献4）、単一香気成分の効果（女性ホルモン分泌や認知・情動機能への効果）も調べている。

＃１：フェロモンは個体から放出される化学物質で、他個体はそれを嗅ぐことで、脳活動が変化し、行動やホルモン分泌の変化が起こる。また、他個体はフェロモンを嗅ぐことで相手の生物学的情報を知る（HLA遺伝子の遠い異性の匂いを好む等）。
篠原は、乳児のフェロモンが母の脳の報酬系を活性化すること（未産婦の報酬系は活性化しない）、母乳に含まれるフェロモンが実子の痛みを和らげ、ストレスを緩和することを証明している。

1990年　東海大学　医学博士　論文の題は「Embryonic and postnatal development of N-(1-[2-thienyl]cyclohexyl) [[3]H]piperidine binding sites in rat forebrain homogenates and slices (胎仔期および生後のラット前脳ホモジネートあるいはスライスにおけるN-(1-[2-thienyl]cyclohexyl)[[3]H]piperidine結合部位の発達) 」。

## 専門分野
- 疾患でない女性の新たなメンタルヘルスケアの探索：自然由来の香気成分による嗅覚刺激、スキンシップ・マッサージ等による触覚刺激、エクササイズ（有酸素運動、無酸素運動）、による逞しく生きるための脳部位（大脳辺縁系、視床下部等）や報酬系の活性化と女性ホルモン増加。触覚刺激によるメンタルヘルスケアの科学的エビデンスも得ており、成人や乳児の肌を優しく撫でる(gentle touch, affective touch)ことで脳内報酬系が活性化するのである。エステやマッサージ等の触覚刺激で脳内報酬系を活性化し、メンタルヘルスケアを行おうというものである（文献5,6）。
- トップアスリートの遺伝子・脳・内分泌学的基盤の研究：競泳競技において、エリートアスリートから世界的なトップアスリートまで、世界ランキングとドーパミン関連遺伝子多型を調べ、COMT多型(＃２)が世界ランキングに関係があることを示した（文献７）。Val/Val遺伝子タイプと比べて、Metキャリアの方がランキングは高かった。更に、トップ競泳選手の７名中６名がMetキャリアであった。

＃２：COMT MetキャリアはCOMT活性が低く、その結果ドーパミン機能を活性化し、前頭前皮質機能（実行機能）を促進することがわかっている。一方で、有酸素運動後の実行機能の伸びしろは、Val/Val遺伝子タイプの方が高いとも言われている (Drabant等、2006)。
- 愛（母・父・祖母、思春期前後の子ども）の遺伝子・脳・内分泌学的基盤の研究
- コミュニケーションメカニズムとその障害（自閉症）の遺伝子・脳・内分泌科学的基盤の研究
- 健常思春期・青年期の行動特性と衝動的暴力・いじめ・引きこもりに関する遺伝子・脳・内分泌科学的基盤の研究

### 所属学会
国内
- 日本生理学会
- 日本神経科学学会
- 日本味と匂い学会
- 日本睡眠学会
- 日本生物学的精神医学会
- 日本赤ちゃん学会
- 日本発達心理学会
- 日本助産学会
- GID学会
- 日本児童青年精神医学会
- 日本思春期学会
- 日本健康促進医学会

海外
- Society for Research on Biological Rhythms
- International Society of Neuroendocrinology

## メディア出演
- 「世界一受けたい授業」（2010年11月27日※３回出演）日本テレビ
- 「解体新ショー」NHK
- 「恋愛ゼミ」NHK
- 「所さんの目がテン！」日本テレビ
- 「やまとナゼ？しこ」朝日放送

## 著書
- 『子ども大変時代～先端科学が教える賢い子供の育て方～言葉によらない母子間コミュニケーションの意味』扶桑社
- 『赤ちゃんは何を伝えようとしているの？～泣き声・表情で0歳児の気持ちがここまでわかる！～』ソフトバンククリエイティブ／現、SBクリエイティブ 2006
- 『女の子の育て方』（「パパ大好きっ子」になる接し方）別冊ＰＨＰ
- 『身体から発達を問う（匂う）』新曜社